# Термохімічні методи підвищення нафтовилучення
Термохімічні методи підвищення нафтовилучення (рос. термохимические методы повишения нефтеизвлечения; англ. thermal and chemical methods of enhanced oil recovery, нім. thermochemische Methoden f pl der Erhöhung der Erdölgewinnung) — один із групи теплових методів діяння на нафтові поклади, суть якого полягає в утворенні в нафтовому пласті високотемпературної зони, в якій теплота ґенерується внаслідок екзотермічних окиснювальних реакцій між частиною нафти, яка міститься в пласті, і киснем, та яка переміщується по пласту від нагнітальної до видобувних свердловин нагнітанням окиснювача (повітря або суміші повітря та води). Вигорає 5-15 % запасів нафти (точніше коксоподібні залишки найважчих її фракцій). За співвідношенням витрат води і повітря розрізняють сухе (без нагнітання води), вологе (нагнітають води до 2-3 л/м3) і надвологе (те ж понад 2-3 л/м3) горіння. Об'єктами для застосування є поклади високов'язкої нафти.